# 凯旺
凯旺（法語：Quéven，法語發音：[kevɛ̃]）是法国莫尔比昂省的一个市镇，属于洛里昂区。凯旺是洛里昂城市公共社区的一部分，位于洛里昂市区西北部。

## 地理
凯旺（47°47'19"N, 3°24'55"W）面积23.93 平方千米，位于法国布列塔尼大區莫尔比昂省，该省份为法国西北部沿海省份，位于布列塔尼半岛南部，北起阿摩尔滨海省、西接菲尼斯泰尔省，南濒大西洋，东南接大西洋卢瓦尔省，东临伊勒-维莱讷省。
与凯旺接壤的市镇（或旧市镇、城区）包括：蓬斯科夫、科当、洛里昂、普勒默尔、吉代勒、热斯泰勒。

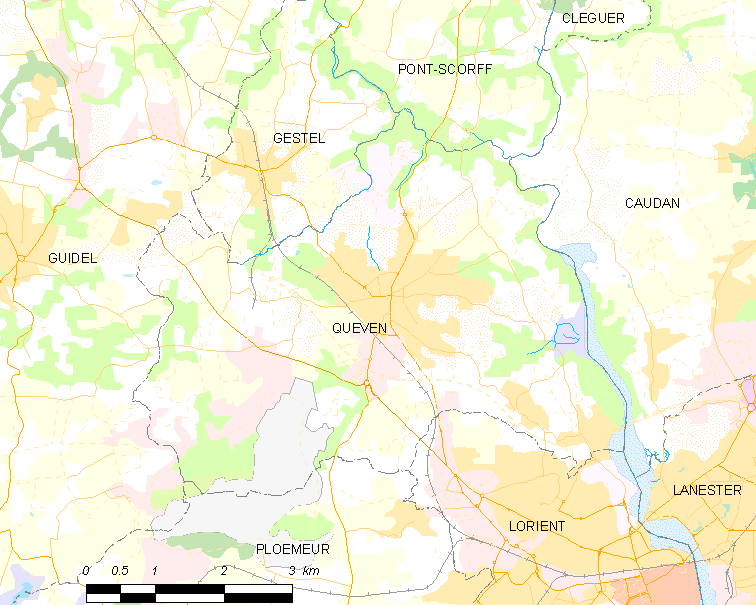
凯旺的OSM定位图

凯旺的时区为UTC+01:00、UTC+02:00（夏令时）。

## 行政
凯旺的邮政编码为56530，INSEE市镇编码为56185。

## 政治
凯旺所属的省级选区为普勒默尔县。

## 人口

1962-2008年间凯旺人口变化图示

凯旺于2022年1月1日时的人口数量为8906人。